# Alita - Angelo della battaglia
Alita - Angelo della battaglia (Alita: Battle Angel) è un film del 2019 diretto da Robert Rodriguez.
La pellicola è l'adattamento cinematografico del fumetto Alita l'angelo della battaglia (1990-1995).

## Trama
Nell'anno 2563 la Città di Ferro è una zona industriale costruita al fine di rifornire la città levitante di Zalem, ancorata al di sopra di essa. Esattamente sotto il centro di Zalem e al centro della stessa Città di Ferro vi è una discarica nella quale vengono fatti precipitare i rifiuti di Zalem stessa. Nella Città di Ferro vive il dottor Dyson Ido, medico specializzato nella cibernetica. Alla ricerca di pezzi nella discarica, un giorno Ido rinviene una ragazza cyborg dal corpo pesantemente danneggiato la quale è però ancora viva, seppure in stasi. Ido porta la ragazza nella propria casa-laboratorio e la collega ad un minuto corpo robotico. Risvegliatasi il giorno successivo, la giovane rivela di non ricordare nulla del proprio passato, così Ido decide di chiamarla "Alita". La ragazza incontra Hugo, un giovane del luogo che rifornisce Ido di pezzi di ricambio e se ne invaghisce. Hugo spiega ad Alita lo scopo della città e il fatto che l'ordine è mantenuto dai "braccatori", dei cacciatori di taglie, stipendiati dalla fabbrica che rifornisce Zalem e, insieme ai suoi amici, la introduce al motorball, lo sport più popolare in città.
La notte Alita, scorge Ido uscire di casa e quando rientra ferito sospetta che egli sia un omicida. Quindi, un'altra notte Alita lo pedina e gli impedisce di attaccare una donna che si rivela però essere un cyborg, nonché una dei tre assassini ricercati: Ido è uno dei braccatori e stava dando loro la caccia. Il medico ordina ad Alita di fuggire, ma lei dimostra incredibili capacità combattive che le permettono di uccidere due dei criminali e di mettere in fuga il terzo, l'enorme cyborg Grewishka. Durante il combattimento Alita ha una visione del proprio passato in cui combatte in una battaglia sulla Luna dove una sua commilitone la chiama "99".
Tornati al laboratorio, Ido racconta alla giovane che in passato egli era un abitante di Zalem, ma che lui e sua moglie hanno dovuto lasciare la città a causa di una malattia della figlia, Alita, che la costrinse alla sedia a rotelle: il corpo donato dal dottore alla giovane cyborg sarebbe dovuto andare alla figlia di Ido. Lui e la moglie Chiren divennero tecnici di alcuni cyborg partecipanti alla Lega del motorball. Una notte il "Campione di Ido", il cyborg su cui il medico aveva lavorato più a lungo, si recò nel laboratorio del medico in preda ad una crisi d'astinenza e nella fuga uccise Alita travolgendola. Furioso, Ido lo trovò e lo uccise dopodiché, sentendosi in qualche modo responsabile anche per gli altri mostri come lui, si tesserò come braccatore e finanziò il laboratorio. L'evento generò in lui astio per il motorball e causò la fine del suo rapporto con la moglie. Ido rivela quindi ad Alita che il suo cuore è alimentato da un reattore ad antimateria miniaturizzato, una tecnologia perduta dell'Unione delle Repubbliche Marziane (U.R.M), ente politico distrutto più di 300 anni prima come conseguenza della guerra fra Marte e Terra.
Danneggiato, Grewishka si reca da Chiren per delle riparazioni. Vector vorrebbe smantellarlo ma il cyborg viene posseduto da Nova il quale rivela che la cyborg Alita fa uso del Panzer Kunst, un'arte marziale praticata dai soldati d'élite della U.R.M. Nova vuole uccidere Alita, così ordina la ricostruzione di Grewishka. Inoltre Vector ingaggia Hugo e i suoi amici per aggredire uno dei concorrenti del motorball al fine di derubarlo di un potente componente da utilizzare su Grewishka. Hugo è infatti un ladro di pezzi. Il giorno dopo Hugo e i suoi amici portano Alita al relitto affondato di una nave spaziale U.R.M. situato al di fuori della città. Riconoscendo il suo nucleo, alcuni sistemi della nave si riattivano e Alita riesce ad accedere a un corpo cibernetico U.R.M.
Alita, tornata a casa, chiede poi ad Ido di connetterla al corpo U.R.M., così da potersi difendere efficacemente da Grewishka. Riconoscendo tale corpo come un Berserker, la più avanzata arma cyborg mai costruita, Ido rifiuta la proposta. Alita decide di tentare un nuovo piano: si tessera anch'essa come braccatrice così da poter avere accesso ad un locale riservato ai braccatori e sfida i presenti a sconfiggerla o ad unirsi a lei nella lotta contro Grewishka: si scatena una feroce rissa che viene interrotta dall'arrivo di Ido. Nel locale irrompe Grewishka che presenta un corpo notevolmente potenziato: Alita affronta l'immenso cyborg venendo però letteralmente tagliata a pezzi ma riuscendo ad infilargli un pugno in un'orbita oculare. Ido, Hugo e il braccatore McTeague intervengono per allontanare Grewishka, facendolo aggredire dai cani cyborg di McTeague. Ido comprende il proprio errore e decide di connettere Alita al Berserker, il quale si riconfigura in un corpo femminile, adattandosi all'immagine subconscia che la cyborg ha di se stessa.
Successivamente Hugo parla ad Alita del suo sogno: egli desidera recarsi a Zalem. Infatti Vector gli ha promesso accesso alla città in cambio di un milione di credit che egli ha quasi raggiunto. Alita propone a Hugo di aiutarlo e gli fa capire che per lui è disposta anche a vendere il suo cuore, ma lui rifiuta categoricamente. Hugo prova a convincere Alita a partecipare a una gara di motorball al fine di ottenere la cifra necessaria, così da poter andare insieme a Zalem. Vector approfitta della situazione per tentare di uccidere Alita: gli altri partecipanti sono infatti tutti criminali o braccatori e su Alita viene posta una enorme taglia. Nel frattempo il braccatore Zapan decide di vendicarsi della ragazza incastrando Hugo per un duplice omicidio compiuto da Zapan stesso. Zapan ferisce mortalmente Hugo e obbliga Alita a scegliere fra l'assistere alla morte del giovane per mano di Zapan o l'ucciderlo lei stessa. Sul luogo sopraggiunge però Chiren che decide di aiutarla connettendo la testa di Hugo al corpo di Alita, salvando così il ragazzo dalla morte e, contemporaneamente, facendo credere ai "Centurioni" di aver adempiuto all'esecuzione di Hugo. Alita deruba Zapan di una spada U.R.M. e la usa per sfregiarlo, dopodiché si reca al laboratorio di Ido dove quest'ultimo collega Hugo ad un corpo robotico.
Infuriata con Vector per aver mentito ad Hugo, Alita si reca alla fabbrica dove, dopo aver distrutto i centurioni di guardia, raggiunge l'uomo. A difesa di Vector giunge Grewishka che però non può più competere con Alita e viene facilmente ucciso. Durante la colluttazione Alita ha un'altra visione: durante la battaglia una sua commilitone le ricorda di distruggere Zalem.
Vector rivela di aver sempre mantenuto la promessa di mandare a Zalem qualcuno, mostrando ad Alita i resti di Chiren: lo scopo infatti è quello di rifornire Nova di organi freschi per i suoi esperimenti. Vector viene dunque posseduto da Nova, il quale ordina ad Alita di lasciare immediatamente la fabbrica pacificamente, pena ritorsioni su Ido e Hugo. Per nulla intimorita, Alita trafigge Vector e, dopo aver concluso la conversazione con Nova, riceve una telefonata da Ido che la informa che dei soldati della fabbrica sono giunti al suo laboratorio in cerca di Hugo e che quest'ultimo è fuggito per tentare di raggiungere Zalem risalendo uno dei cavi di sospensione. Alita tenta di raggiungerlo per farlo desistere, ma proprio quando sembra che stia riuscendo nel suo intento, Nova, che sta osservando la scena, attiva il sistema di difesa che anni prima distrusse il corpo di Alita, che questa volta si salva ma non riesce a impedire che esso faccia a pezzi Hugo.
Alcuni mesi dopo, Alita si accinge a partecipare al proprio primo incontro di motorball nella Champions League, osservata da Nova verso cui il giovane Angelo della Battaglia punta la spada U.R.M. in segno di sfida.

## Produzione

### Sviluppo
James Cameron si innamorò del concetto del manga dopo che Guillermo del Toro glielo segnalò. La 20th Century Fox registrò il nome di dominio "battleangelalita.com" a nome di James Cameron intorno al giugno 2000. La Fox registrò inoltre il dominio "battleangelmovie.com". Nell'aprile 2003 Moviehole riportò che aveva confermato che avrebbe diretto un Battle Angel film. Il 4 maggio 2003 Cameron confermò che uno script per il film era in sviluppo durante un'intervista sul programma Tokudane! della Fuji TV. Originariamente era previsto come la sua produzione successiva alla serie televisiva Dark Angel, che essa stessa era stata influenzata da Battle Angel Alita. Successivamente fu posticipata ad essere prodotta dopo Aliens of the Deep nel gennaio 2005.
Nel giugno 2005 The Hollywood Reporter affermò che il film sarebbe stato ulteriormente ritardato mentre Cameron sviluppava Project 880, successivamente ribattezzato Avatar. Entertainment Weekly trasmise un'intervista nel febbraio 2006 nella quale Cameron affermava che il suo contratto con la 20th Century Fox era che avrebbe prodotto entrambi i film. L'articolo affermava anche che Battle Angel era programmato per essere distribuito nel settembre 2009. Nel giugno 2006 Cameron commentò che Battle Angel era il secondo di due trilogie filmiche che stava sviluppando e di cui la prima era Avatar.
Nel maggio 2008, Cameron disse che avrebbe iniziato a lavorare su The Dive, un film biografico sugli apneisti Pipin Ferreras e Audrey Mestre, ritardando nuovamente il film su Alita. Quel luglio al San Diego Comic-Con International, ribadì di essere ancora impegnato nel fare il film. Nel dicembre 2009 commentò in un'intervista con MTV News che una sceneggiatura per Battle Angel era stata completata.
Nell'agosto 2008 Cameron affermò che era ancora intenzionato a fare il film ma non sapeva quando l'avrebbe fatto. Comunque nell'ottobre dello stesso anno confermò che i suoi due film successivi sarebbero stati seguiti di Avatar. Affermò nuovamente che non intendeva abbandonare il film perché amava troppo il progetto per lasciarlo a un altro regista, ma reiterò nel giugno 2011 che non sarebbe stato prodotto prima del completamento dei seguiti di Avatar affermando che per ancora qualche anno Battle Angel non sarebbe prodotto. Secondo Cameron il motivo per produrre prima Avatar era di alzare la consapevolezza sulla protezione dell'ambiente.
In un'intervista con Alfonso Cuarón nel luglio 2013, Cameron fissò il 2017 come data di inizio delle riprese per il film. Nell'ottobre 2015 The Hollywood Reporter annunciò che Robert Rodriguez era in trattativa per dirigere il film, ora battezzato Alita: Battle Angel e Cameron sarebbe stato il produttore insieme a Jon Landau. Rodriguez era stato coinvolto da Cameron per riassumere e combinare le 186 pagine di sceneggiatura di Cameron e le circa 600 pagine di note. Soddisfatto dal lavoro di Rodriguez, Cameron gli offrì la regia.
Nell'aprile 2016 The Hollywood Reporter riportò che la 20th Century Fox non aveva ancora dato il semaforo verde al film, nel tentativo di ridurre il budget ad una cifra sotto la soglia di 175–200 milioni di dollari. L'articolo annunciò anche che Rodriguez era stato assunto come regista. A fine maggio 2016 la Fox programmò la distribuzione del film per il 20 luglio 2018.

### Pre-produzione
Mentre James Cameron era ancora il regista che avrebbe dovuto girare il film, era previsto che questo sarebbe stato girato con la stessa combinazione di riprese dal vivo e computer-generated imagery usata in Avatar, e Cameron prevedeva che il personaggio principale sarebbe stato girato completamente in CGI. Cameron affermò che avrebbe usato le tecnologie usate per Avatar come fusion camera system, facial motion capture e la Simulcam. Nel maggio 2006, Variety pubblicò che Cameron aveva trascorso i dieci mesi precedenti sviluppando la tecnologia per produrre il film.
Nell'ottobre 2008, Mark Goerner, un artista digitale che aveva lavorato sul film per un anno e mezzo commentò che il lavoro di preproduzione sul film era quasi finito.

### Casting
Secondo un articolo de The Hollywood Reporter nell'aprile 2016 la scelta dell'attrice per il ruolo di Alita era imminente e le candidate comprendevano Maika Monroe, Rosa Salazar e Zendaya. Alla fine di maggio 2016 il sito Collider pubblicò che era stata scelta la Salazar.
Nell'agosto 2016 fu annunciato che Christoph Waltz era in trattativa per interpretare il Dr. Dyson Ido, corrispondente a Daisuke Ido nel manga originale. Il 14 settembre 2016 Jackie Earle Haley fu annunciato per il ruolo di un cattivo cyborg. Il 21 settembre 2016Variety riportò che Ed Skrein era in trattativa per un ruolo nel film e The Hollywood Reporter confermò che era stato scelto per interpretare Zapan.
Il 30 settembre 2016 Keean Johnson fu segnalato per aver fatto un'audizione per la parte di Hugo, l'interesse amoroso di Alita, che sarà il motivo per cui lei parteciperà al Motorball, un gioco gladiatorio. Per la parte erano stati presi in considerazione anche Avan Jogia, Douglas Booth, Jack Lowden e Noah Silver, ma Johnson venne scelto perché si stava cercando qualcuno più "etnicamente ambiguo". Il 3 ottobre 2016 fu segnalato che Mahershala Ali era in trattativa per il ruolo di Vector, un uomo che trucca i combattimenti del Motorball. Durante un'intervista per l'Oscar per il miglior attore non protagonista, Ali rivelò che avrebbe interpretato due ruoli nel film, sebbene non discusse la natura del secondo ruolo.
Il 5 ottobre 2016 fu annunciato che Eiza González si era unita al cast. La González è uno degli interpreti principali della serie Dal tramonto all'alba - La serie di Rodriguez. Il 7 ottobre 2016, Jorge Lendeborg Jr. ha annunciato la sua partecipazione alla pellicola nel ruolo di un amico di Hugo . Lana Condor fu annunciata l'11 ottobre 2016 per il ruolo del teenager orfano Koyomi. Il 18 ottobre 2016 Leonard Wu fu annunciato per il ruolo del cyborg Kinuba. Marko Zaror si unì al cast per il ruolo del cyborg Ajakutty nel dicembre 2016. il 7 febbraio 2017 Jennifer Connelly si unì al film per il ruolo di un cattivo sconosciuto. Michelle Rodriguez fu retroattivamente annunciata per un ruolo il 22 febbraio 2017, dopo il completamento delle riprese del film.

### Riprese

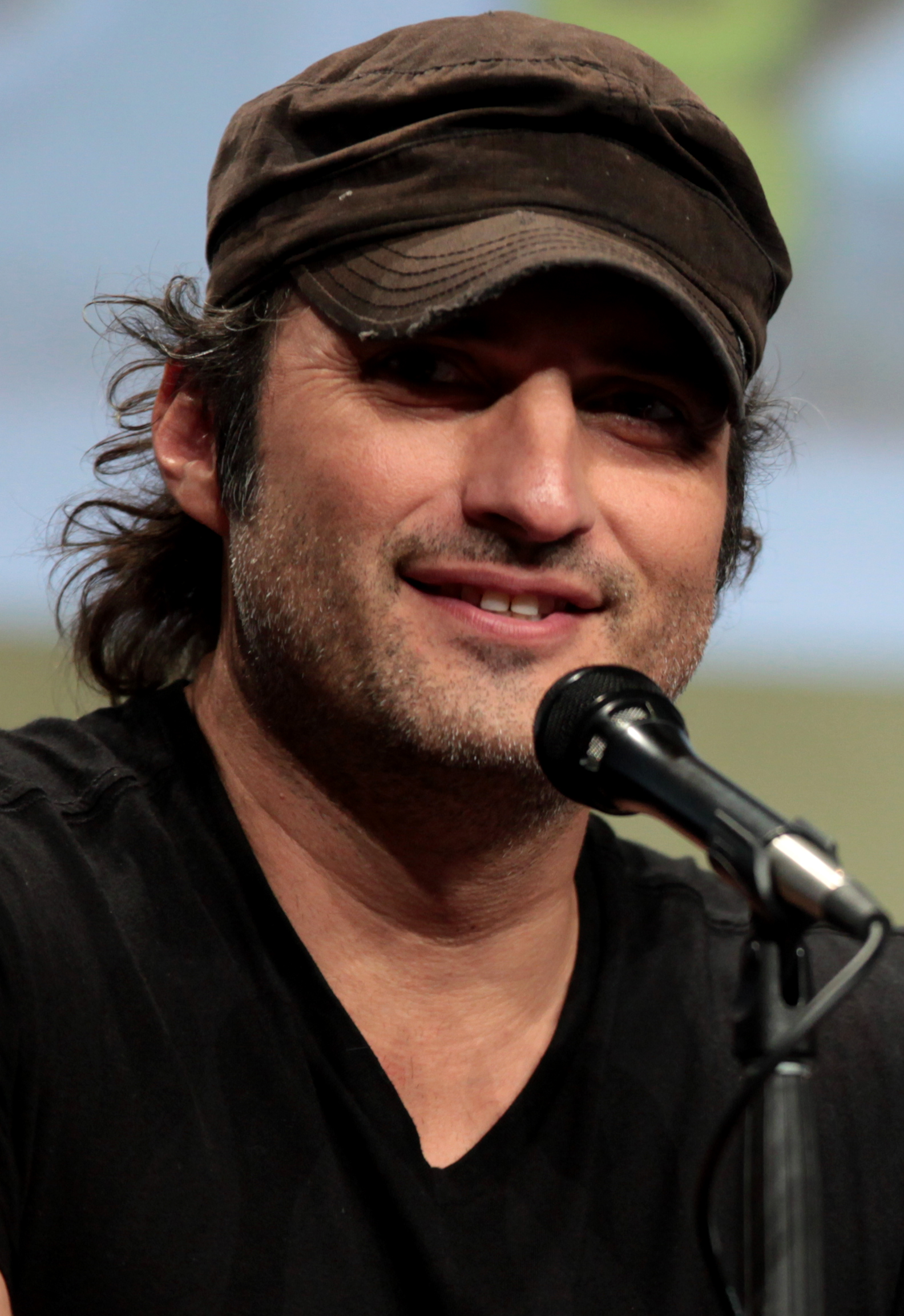
Il regista Robert Rodriguez.

Le riprese sono iniziate il 17 ottobre 2016 ad Austin in Texas e si sono concluse il 9 febbraio 2017. Alla fine di gennaio 2017 sono state fatte audizioni per ruoli di comparse rocker, punk o emo per girare scene il 3, 6 e 7 febbraio.
Il film è stato girato in 3D nativo.
Il budget del film è stato di 170 milioni di dollari.

## Promozione
Il primo teaser trailer del film viene diffuso l'8 dicembre 2017. Il secondo trailer viene diffuso il 23 luglio 2018.

## Distribuzione
La pellicola, inizialmente prevista per il 20 luglio 2018 e poi per il 21 dicembre dello stesso anno, è stata distribuita nelle sale cinematografiche statunitensi ed italiane a partire dal 14 febbraio 2019.

## Accoglienza

### Incassi
Al 20 maggio 2019, il film ha incassato 85710210 $ nel Nord America e 319070111 $ nel resto del mondo, per un incasso mondiale totale di 404780321 $.

### Critica
Sull'aggregatore Rotten Tomatoes il film riceve il 60% delle recensioni professionali positive con un voto medio di 6 su 10, basato su 275 critiche mentre su Metacritic ottiene un punteggio di 54 su 100, basato su 48 recensioni.
Per Andrea Fornasiero di MYmovies.it ci sono «scene d'azioni spettacolari, una grande varietà di scenografie e costumi per un film narrativamente ricco», assegnandogli una valutazione di 3,5 su 5. Federico Gironi di Comingsoon.it scrive: «Pur con qualche piccolo eccesso spettacolare un po' facilone [...] Alita – L'angelo della battaglia sorprende per come è stato capace di conciliare, all'interno di una sceneggiatura che va fin troppo veloce, e che però così facendo ti trascina senza lasciarti modo di farti troppe domande, i suoi tanti elementi», dando 3,5 su 5.

Lo stesso creatore del manga, ha commentato la pellicola:
(Yukito Kishiro)

## Riconoscimenti
- 2019 - Imagen Awards
  - Candidatura per la migliore attrice a Rosa Salazar
- 2019 - National Film & TV Awards[62]
  - Candidatura per il miglior film animato
- 2019 - Satellite Awards[63][64]
  - Migliori effetti visivi a Joe Letteri ed Eric Saindon
  - Candidatura per il miglior film d'animazione o a tecnica mista
  - Candidatura per la miglior canzone originale per Swan Song
- 2019 - Saturn Award[65]
  - Candidatura per il miglior film di fantascienza
- 2020 - VES Awards[66]
  - Miglior personaggio animato in un film a Michael Cozens, Mark Haenga, Olivier Lesaint e Dejan Momcilovic (Alita)

## Sequel
Il 20 luglio 2018, durante la presentazione al San Diego Comic-Con International, i produttori hanno dichiarato di essere interessati a dare vita ad un franchise dopo questo film.